# Monumento a Cervantes
Il Monumento a Cervantes è un monumento che si trova a Madrid, al centro di Plaza de España, e dedicato a Miguel de Cervantes.
Il monumento è costituito da due blocchi principali: un monolito di pietra  alto 34 metri con diverse statue (tra cui quella di Cervantes) ed un gruppo scultoreo in bronzo che rappresenta Don Chisciotte e Sancho Panza, i personaggi principali del Don Chisciotte della Mancia, la più importante opera dello scrittore.

## Storia e descrizione
Nel 1915, un anno prima del trecentesimo anniversario della morte di Cervantes, fu indetto un concorso pubblico per la realizzazione di un monumento dedicato al più grande scrittore di lingua spagnola. Il progetto vincitore fu quello di Rafael Martínez Zapatero e Lorenzo Coullaut Valera e venne finanziato attraverso una sottoscrizione popolare in tutti gli stati di lingua spagnola.
I lavori cominciarono solo nel 1925 e videro la collaborazione dell'architetto Pedro Muguruza, che apportò alcune modifiche al progetto originario. Il monumento venne inaugurato il 13 ottobre 1929 ma venne ultimato solo nel 1969 dopo che vennero aggiunte altre statue scolpite da Federico Coullaut-Valera, figlio di Lorenzo Coullaut Valera, e venne realizzata in funzione la fontana.